# Вакцина проти COVID-19
Вакцина проти COVID-19 — вакцина, здатна підвищити захист організму від вірусу SARS-Cov-2, який спричинює коронавірусну інфекцію COVID-19. До пандемії COVID-19 були проведені роботи проти інших коронавірусів, таких як SARS та MERS, що дало знання про структуру та функціонування коронавірусів. Це знання прискорило розробку різних технологій вакцинації. У грудні 2020 року отримала дозвіл на використання у США та низці інших країн, і таким чином почалася масова вакцинація. Розробка та вдосконалення вакцини — критично важливе завдання для системи охорони здоров'я. Починаючи з квітня 2020 року різними медичними установами та фармацевтичними компаніями розроблялися та тестувалися понад 40 препаратів, що потенційно мають захистити від COVID-19. Станом на 15 листопада 2021, за офіційними звітами ВООЗ у світі введено 7,52 млрд доз вакцини від COVID‑19, 52,2 % населення світу отримали першу дозу.

## Вакцини
На лютий 2021 року існувало 66 вакцин кандидатів у різних стадіях клінічного дослідження, включаючи 17 на I фазі, 23 — на I—II фазі, 6 — на II фазі, та 20 на фазі III. Дослідження ще 4 інших кандидатів припинено. На фазі III клінічних досліджень декілька вакцин виявили ефективність 95 %. На лютий 2021 року 10 вакцин дозволені як мінімум одним національним регулятором для публічного використання:
- дві РНК вакцини (Pfizer-BioNTech, Moderna)
- чотири інактивовані вакцини (BBIBP-CorV від Sinoparm, BBV152 від Bharat Biotech, CoronaVac від Sinovac та WIBP-CorV від Sinopharm)
- три вірусно векторні вакцини (Sputnik V від дослідницького інститута Гамалея, оксфордська вакцина AstraZeneca та Ad5-nCoV від Cansino Biologics)
- одна пептидна вакцина (EpiVacCorona від інституту «Вектор»)

### Aifa
Це вакцина італійського виробництва, що знаходиться на етапі розробки та тестування. 5 січня 2021 року вакцина пройшла перший етап клінічних випробувань, показавши 92,5 % ефективності. 27 січня 2021 року було оголошено, що Італія планує випустити свою COVID-вакцину у вересні 2021 року та прищепити нею близько мільйона осіб.

### Pfizer та BioNTech
РНК-вакцина Pfizer кодує патогенну форму шиповидного білка SARS-CoV-2, вакцину під назвою BNT162b2 було створено у співпраці фармкомпаній Pfizer (США) і BioNTech (Німеччина), за даними виробника має ефективність 95 %: з 43 тис. вакцинованих захворіло 170 осіб, при цьому 162 хворих були з групи плацебо. Це так звана «генетична вакцина», яка «вчить» імунну систему виробляти антитіла до збудника захворювання.
8 грудня 2020 р. Управління з питань якості продовольства і медикаментів (FDA) США після аналізу підтвердило ефективність вакцини з ефективністю 95 %. Її ефективність після першої дози становить 82 %, а через сім днів після введення другої дози ефективність сягає 95 %.
У перші ж дні після початку масової вакцинації в США, у п'яти людей, які отримали щеплення препаратом Pfizer і BioNTech, була виявлена алергічна реакція, люди були шпиталізовані. За версією Управління із санітарного нагляду за якістю харчових продуктів і медикаментів США (FDA), алергію могла викликати хімічна речовина поліетиленгліколь, яка входить до складу обох схвалених у США вакцин — Pfizer і Moderna.
У січні 2021 року в Болгарії було виявлено побічні ефекти від вакцини Pfizer. Окрім того, ізраїльські спеціалісти заявили, що ця вакцина може викликати біль у місці уколу, запаморочення, слабкість, легку алергію.
21 квітня 2021 р. Pfizer заявляє, що їй відомо про підроблені версії своєї вакцини COVID-19, на етикетці яких вказано виробником BioNTech, оскільки злочинці прагнуть нажитися на світовому попиті на вакцини, який продовжує випереджати пропозицію.
Фальшиві версії вакцини були виявлені в Мексиці і Польщі, повідомив представник Pfizer в електронному листі CBS MoneyWatch, підтвердивши раніше опубліковане Wall Street Journal повідомлення про підробки.
Україна на початку квітня 2021 року уклала договір із Pfizer на постачання 10 мільйонів доз вакцини проти коронавірусу. Офіс президента України та Міністерство охорони здоров'я пообіцяли, що перші дози препарату надійдуть вже у липні-червні 2021 року.

### Moderna
Клінічні дослідження препарату Moderna (США) закінчили у грудні 2020 року із заявленою ефективністю 94,5 %. Із 30 тис. піддослідних заразилося 95, з них 90 були в групі плацебо. Вакцина компанії Moderna має назву «mRNA-1273», її вводять двічі з інтервалом у 28 днів. Ця вакцина може забезпечити імунітет, як мінімум, на три місяці. До квітня 2021 року було заплановано виготовити 145 млн доз вакцини Moderna. Нею планують провести щеплення до 60 мільйонів жителів США і 12,5 млн за межами країни.
15 грудня 2020 стало відомо, що хакери викрали дані про вакцину Moderna під час атаки на Європейське агентство з лікарських засобів (EMA).
18 грудня 2020 експерти Управління з санітарного нагляду за якістю харчових продуктів і медикаментів США (FDA) рекомендували дозволити екстрене застосування вакцини компанії Moderna (20 експертів висловилися «за» застосування вакцини, один утримався, «проти» не проголосував ніхто).
26 грудня 2020 у США після проведеного щеплення зафіксували першу серйозну алергійну реакцію на вакцину Moderna, але пацієнт шпиталізований не був.
5 січня 2021 використання цієї вакцини було дозволено у Ізраїлі, після цього МОЗ країни узгодив купівлю 6 млн доз препарату.
8 січня 2021 вакцину було схвалено до використання владою Британії.

### AstraZeneca
Вакцину розроблено вченими Оксфордського університету і фармацевтичною компанією AstraZeneca на початку 2020 року. 30 грудня 2020 Британія першою серед країн схвалила вакцину AstraZeneca, визнавши її безпечною та ефективною, країна також замовила 100 млн доз даної вакцини.
1 січня 2021 р. року Індія схвалила використання даної вакцини. 5 січня Мексика схвалила використання вакцини AstraZeneca, було заплановано використати 75 млн доз препарату. 21 січня Угорщина схвалила використання вакцин AstraZeneca (Швеція) і Супутник V (РФ).
28 січня 2021 р. було оголошено, що країни Африки погодили отримання 400 млн додаткових доз вакцини на додачу до 270 млн, узгоджених раніше. Згодом влада Італії оголосила, що не рекомендує її для людей, старших за 55 років, про таку ж позицію оголосила влада Франції, Греції та Швеції (для віку 65 років).
15 лютого 2021 р. до Державного експертного центру Міністерства охорони здоров'я України було подано заявку про державну реєстрацію в Україні вакцини Oxford/AstraZeneca проти COVID-19 під зобов'язання для екстреного медичного застосування.
23 лютого 2021 р. в Україну прибула перша партія вакцини AstraZeneca — 500 тисяч доз. Це дозволить вакцинувати проти COVID-19 250 тисяч осіб..
24 лютого 2021 р. в Україні розпочалась вакцинація населення від COVID-19 вакциною AstraZeneca. Перше щеплення зробили лікарю-реаніматологу з Черкащини Горенку Євгену Васильовичу.
26 лютого 2021 р. заступник міністра МОЗ, головний санітарний лікар України Віктор Ляшко заявив про перші виявлені ускладнення в Україні від вакцини AstraZeneca. У 7 з 1338 вакцинованих виявлено алергічні реакції.
18 березня 2021 р. науковці Норвегії підтвердили утворення тромбів у деяких людей після сильної імунної реакції на щеплення вакциною AstraZeneca. Норвегія обмежила використання вакцини. Представники Міністерства охорони здоров'я країни повідомили згодом, що не мали підстав для відновлення щеплення нею і почали проведення додаткового тестування.
7 квітня 2021 р. Європейське агентство лікарських засобів (EMA) повідомило про виявлення зв'язку між утворенням тромбів та вакцинацією вакциною AstraZeneca. Регулятор просить внести це у список «дуже рідкісних побічних ефектів» вакцини та підкреслює, що користь вакцини перевищує ризики, а визнання тромбозів, як побічного ефекту препарату, допоможе медикам швидко помітити проблему. Побічний ефект може розвиватися протягом 2 тижнів після вакцинації. Станом на дату публікації заяви, більшість зареєстрованих випадків сталося серед жінок віком до 60 років. Людям, які вакцинувалися вакциною AstraZeneca, слід негайно звернутися за медичною допомогою, при появі відповідних симптомів.

### Спутнік V
Двокомпонентна двовекторна вакцина виробництва Росії. Заявлена ефективність за офіційними даними — 92 %, проте незалежні експерти ставлять цю цифру під сумнів.
Світові ЗМІ наголошують на сумнівах щодо безпеки цього препарату з огляду на інформацію, що Росія пропустила важливі етапи розробки і не навела наукових даних про випробування вакцини. Масова вакцинація в Росії почалась 5 грудня 2020 року, вартість вакцини — близько $20, для населення країни препарат є безкоштовним. В українських медіа проросійські сили просувають ідеї використання цієї вакцини в Україні, при цьому «до 18 % щоденних публікацій є з ознаками маніпуляцій».
2 лютого 2021 року Угорщина отримала першу партію даної вакцини з 40 тис. доз.
2 лютого 2021 року авторитетний медичний журнал The Lancet повідомив, що вакцина «Спутник V» виявилася на 91,6 % ефективною проти коронавірусу за підсумками третьої фази медичних випробувань.

### QazCovid-in
13 січня 2021 Казахстан зареєстрував власну вакцину від коронавірусу «QazCovid-in» і планував схвалення до використання російської вакцини Спутник V.

### CoronaVac (Sinovac)
CoronaVac — кандидат на вакцину проти COVID-19, який виробляється компанією «Sinovac Biotech» (КНР). Починаючи з середини 2020 року, вакцина проходила клінічне дослідження III фази у кількох країнах. За повідомленням міністра МОЗ України Степанова, саме цю вакцину закуплено для масової вакцинації населення України. 11 січня 2021 року використання даної вакцини схвалила Індонезія.
У січні 2021 р. було заявлено, що компанія Лекхім вироблятиме цю вакцину в Харкові з 2022 року.
13 січня 2021 р. Туреччина схвалила використання даної вакцини і було зроблено перше щеплення, першим в країні щеплення отримав міністр охорони здоров'я Ахмет Демірджан. Також представники виробника заявили, що вакцина може збільшити ефективність у тому випадку, якщо збільшити термін між вакцинацією до 21 дня, ці дані не було нічим підтверджено.
25 березня 2021 р. в Україну прибула перша партія вакцини CoronaVac.
Станом на 2 квітня 2021 р. понад 200 мільйонів доз вакцини поставлено у всьому світі, порівняно із 160 мільйонами доз, оголошеними 22 березня. 10 квітня голова Центру з контролю і профілактики захворювань Гао Фу на прес конференції заявив, що Китай «розглядає, як вирішити проблему, оскільки ефективність наявних вакцин не висока». 11 квітня державна газета Global Times опублікувала статтю, в якій Гао заявив, що виникло «повне непорозуміння» щодо його коментарів з приводу ефективності вакцин.
12 квітня 2021 р. вакцина Sinovac пройшла лабораторний контроль в Україні.
4 травня 2021 р. Європейське агентство з лікарських засобів (EMA) приступило до безперервного огляду Sinovac.

### Nuvaxovid (Novavax)
Novavax — кандидат на вакцину проти COVID-19, який виробляється компанією «Novavax» (США) за підсумками клінічних випробувань у Британії показала ефективність на 89 %. Як повідомили 12 березня 2021 року, вакцина Novavax показала ефективність 96 % проти звичайного штаму COVID-19 та 86 % проти «британського» штаму.
21 грудня 2021 року ВООЗ схвалила для екстреного використання вакцину проти коронавірусу Nuvaxovid компанії Novavax.

### Johnson & Johnson
Дочірня компанія Johnson & Johnson, фірма Janssen Pharmaceutica розробила однодозову вакцину від цього вірусу, яку сертифіковано для використання у США (28 лютого 2021), Канаді (5 березня 2021), Європейському Союзі (11 березня 2021) та Україні (2 липня 2021, для екстренного використання). 12 березня ВООЗ дозволила екстрене застосування цієї вакцини і внесла її до екстреного списку медпрепаратів.
У квітні 2021 р. регулятор ЄС заявив, що вакцина може викликати тромби. Це сталося після того, як в США виявили вісім випадків тромбозу після вакцинації препаратом. Згодом уряди ЄС узгодили продовження поставок вакцини до Європи, але на етикетці з'явилося попередження про ризик появи тромбів.
В травні 2021 р. у Канаді відклали використання першої партії вакцини компанії Johnson & Johnson. Також влада Данії вирішила не включати вакцину від коронавірусу компанії Johnson & Johnson в свою програму вакцинації.

### Valneva
На початку квітня 2021 року французька біотехнологічна компанія Valneva завершила стартовий етап клінічних випробувань своєї інактивованої, ад'ювантної вакцини від коронавірусу VLA2001.

### Hipra
У серпні 2021 року було оголошено, що Іспанське Агентство з лікарських засобів схвалило перший раунд клінічних випробувань нової вакцини на людях. Фармацевтична група Hipra працює над двома вакцинами. Одна з них розробляється на технології матричної РНК, яка використовується під час виготовлення Pfizer і Moderna. Інша ж використовує рекомбінантний білок, як і препарат Novavax.
Наразі вакцину випробували на більш ніж 1 000 добровольцях та перейшли до другого етапу тестування. Уряд виділив на розробку вакцини грант у розмірі 15 мільйонів євро.

### AKS-452
У грудні 2021 року повідомлено, що нідерландська компанія «Akston Biosciences» розробило кандидата на вакцину «AKS-452», яка зберігає стабільність протягом щонайменше півроку при температурі 25 °C, а при зберіганні при температурі 37 °C вона утримує свою імуногенність протягом місяця.

## Хронологія

### Передісторія
Вірус SARS-CoV-2, що спричинює небезпечне інфекційне захворювання коронавірусну хворобу 2019 (COVID-19), вперше був виявлений у грудні 2019 року. Геном вірусу першими повністю розшифрували служби охорони здоров'я КНР і 10 січня зробили його публічно доступним. 20 січня 2020 року в китайській провінції Гуандун була підтверджена передача вірусу від людини до людини. 30 січня у зв'язку зі спалахом цієї хвороби ВООЗ оголосила надзвичайну ситуацію міжнародного значення в галузі охорони здоров'я, а 28 лютого ВООЗ підвищила оцінку ризиків на глобальному рівні з «високих» на «дуже високі». 11 березня того ж року спалах визнаний пандемією.
У січні 2020 року декілька організацій і установ почали працювати над створенням такої вакцини на основі опублікованого геному. Перше випробування вакцини розпочалося швидко, лише через 60 днів після того, як Китай поділився генетичною послідовністю коронавірусу, що є безпрецедентним для світової практики. Китайський центр по контролю і профілактиці захворювань активно розробляв вакцину проти нового коронавірусу. Також університет Гонконгу оголосив, що вакцина вже знаходиться в стадії розробки, але поки що науковці не почали випробування на тваринах (I стадія клінічних досліджень). Між тим у США заявлено, що почалося тестування вакцини на добровольцях. Уряд Великої Британії виділив 14 млн фунтів стерлінгів на розробку ефективного лікування та 250 млн фунтів на швидку розробку та впровадження вакцини з метою вивести Велику Британію на перший план у міжнародних зусиллях по боротьбі з вірусом. Швидка розробка та виробництво коронавірусної вакцини доручена новій робочій групі під керівництвом уряду
Багато організацій використали опубліковані геноми для розробки можливих вакцин проти SARS-CoV-2. У роботі беруть участь близько 35 компаній і академічних установ, причому три з них отримують підтримку від Коаліції за інновації в галузі забезпечення готовності до епідемій (CEPI), в тому числі проєкти біотехнологічних компаній Moderna і Inovio Pharmaceuticals, а також Університету Квінсленду.
Станом на березень 2020 року велося близько 300 досліджень.
Станом на 29 червня 2020 року в світі за даними ВООЗ досліджувалося 17 кандидатів у вакцини в клінічному випробуванні (фази I—III), які створюються на різних платформах (нереплікований вірусний вектор, інактивований вірус, РНК, ДНК, білкова субодиниця); 132 кандидати у вакцини перебувають у доклінічних випробуваннях.

### Завершений останній етап випробувань
- Вакцина, створена у співпраці фармкомпаній Pfizer (США) і BioNTech (Німеччина) показала ефективність 95 %: з 43 тис. вакцинованих захворіло 170 осіб, при цьому 162 хворих були з групи плацебо, кожен учасник отримав дві ін'єкції або вакцини, або плацебо[101].
- Препарат Moderna (США) закінчив клінічні випробування, показавши результат 94,5 %. Із 30 тис. піддослідних заразилося 95, з них 90 були в групі плацебо[15].

### Клінічні випробування
- Національний інститут алергії та інфекційних захворювань США (NIAID) у співпраці з біотехнологічної компанією Moderna (Кембридж, штат Массачусетс) розробив вакцину мРНК-1273 (mRNA-1273)[94]. У лютому 2020 року NIAID зареєстрував клінічне випробування вакцини безпеки 1-ї фази[102]. 16 березня 2020 року почалися клінічні випробування на людях в Сіетлі, штат Вашингтон[97].
- Академія військово-медичних наук Китаю спільно з гонконзькою компанією CanSino Biologics почала клінічні випробування на людях потенційної вакцини під назвою Ad5-nCoV. До кінця 2020 року планується провести випробування на 108 добровольцях в Ухані.[103][104][105]
- Професор Сара Гілберт з Інституту Дженнера Оксфордського університету оголосила про розробку потенційної вакцини під назвою AZD1222 (ChAdOx1 nCoV-19) на основі аденовірусного вектора і підписала контракт на виробництво з компанією Advent. Оголошено плани дослідження на тваринах в березні 2020 року. 27 березня розпочато залучення 510 добровольців для клінічних випробувань на людях[106][107][108].
- Консорціум німецької компанії BioNTech та американської Pfizer проводять третю фазу клінічних випробувань препарату BNT162b2 — кандидата на вакцину проти COVID-19, що вводиться внутрішньом'язово та складається з модифікованої нуклеозидами мРНК, що кодує модифіковану форму білка-шипа вірусу SARS-CoV-2, інкапсульованого в наночастинки ліпідів. III фаза випробування оцінює безпеку, ефективність, стерпність та імуногенність BNT162b2 на рівні середньої дози (дві ін'єкції, здійснені через 21 день) у трьох вікових групах: 12-15 років, 16-55 років та старше 55 років.[109]

### Доклінічні дослідження
- В Австралії Квінслендський університет вивчає потенціал вакцини з молекулярним затискачем[98].
- У Канаді Міжнародний центр вакцин (VIDO-InterVac), Університет Саскачевану, отримав федеральне фінансування для роботи над вакциною. Тестування на тваринах планується почати в березні 2020 року, а на людях — у 2021 році[110][111].
- Китайський центр контролю і профілактики захворювань[112] і Університет Гонконгу[113] оголосили про початок роботи над вакциною.
- 29 січня 2020 року фармацевтична компанія Janssen Pharmaceutica і біотехнологічна компанія Vaxart почали роботу над розробкою вакцини[114][115]. 18 березня 2020 року компанія Emergent BioSolutions оголосила про виробниче партнерство з Vaxart для розробки вакцини[116].
- Inovio Pharmaceuticals розробляє вакцинацію на основі ДНК у співпраці з китайською фірмою. Проведення клінічних випробувань на людях заплановане на літо 2020 року[117].
- 27 лютого 2020 року компанія Folding@home, яка наразі базується в Медичній школі Вашингтонського університету в Сент-Луїсі, попросила людей пожертвувати процесорний час їхніх комп'ютерів для розробки препарату проти SARS-CoV-2[118].
- 4 березня 2020 року Arcturus Therapeutics, провідна компанія з виробництва лікарських препаратів, і медична школа Duke-NUS, що займається інтенсивною дослідницькою роботою, оголосили про своє партнерство, спрямоване на розробку вакцини проти COVID-19[119].
- 5 березня 2020 року Вашингтонський університет в Сент-Луїсі оголосив про початок досліджень вакцини[120].
- 5 березня 2020 року Військово-медичне командування Сполучених Штатів у Форт-Детриці і Науково-дослідний інститут армії Уолтера Ріда в Сілвер-Спрингу оголосили, що працюють над вакциною[121].
- Університет Копенгагена за фінансової підтримки Європейської комісії розпочав роботи зі створення вакцини[122].
- Emergent Biosolutions спільно з Novavax Inc. розробив вакцину-кандидата. Партнери планують провести доклінічні випробування і клінічні випробування першої фази до липня 2020 року[123].
- 10 березня 2020 року Національна лабораторія Оук-Риджа і Університет Теннессі оголосили про використання суперкомп'ютера Summit для дослідження моделі вірусного білка і виявлення 77 лікарських сполук, які можуть бути використані у вакцинах-кандидатах[124]. 19 березня CNN повідомили, що дослідники знаходяться в процесі оновлення моделі[125].
- 12 березня 2020 року Міністерство охорони здоров'я Індії оголосило про свої зусилля над створенням вакцини, відмітивши, що навіть у прискореному режимі на її розробку потрібно не менше півтора-двох років[126].
- 16 березня 2020 року Європейська комісія запропонувала 80 млн євро інвестицій в CureVac, німецьку біотехнологічну компанію, для розробки мРНК-вакцини[127].
- 16 березня 2020 року Fosun Pharma Industrial, дочірня компанія Shanghai Fosun Pharmaceutical, і BioNTech оголосили про співпрацю з метою створення вакцини від COVID-19[128].
- 16 березня 2020 року в російському науковому центрі «Вектор» заявили про розробку 13 варіантів вакцин, які випробують на лабораторних тваринах[129]. 20 березня того ж року повідомлялося про розробку прототипів вакцин на шести різних технологічних платформах[130].
- 17 березня 2020 року американська фармацевтична компанія Pfizer оголосила про партнерство з німецькою компанією BioNTech для спільної розробки мРНК-вакцини[131].
- 18 березня 2020 року італійська компанія Takis, що розробляє вакцину від нового коронавірусу, отримала дозвіл на тестування препарату на тваринах[132].
- 20 березня 2020 року російське Федеральне медико-біологічне агентство повідомило про розробку трьох прототипів вакцин[133]. 27 березня повідомлялося про 7 прототипів рекомбінантної вакцини. Заявлений термін розробки — 11 місяців[134][135][136]. Вакцини будуть перевірені на тхорах і приматах[137][138].
- 20 березня 2020 року дослідники з Імперського коледжу Лондона оголосили про розробку РНК-вакцини[139].
- 26 березня 2020 року вчені Егейського університету (Туреччина) заявили про початок досліджень ДНК-вакцини[140].
- 26 березня 2020 року фахівці центру OncoGen (Румунія) почали роботу зі створення вакцини[141][142].
- 20 жовтня 2021 року розроблена вакцина проти COVID-19 на основі наночастинок.[143].

### Хронологія затвердження вакцини до застосування
- 15 грудня 2020 Естонія схвалила використання вакцини Moderna[144]
- США визнали вакцину Moderna безпечною, а її побічні ефекти вкрай рідкісними й такими, що не викликають побоювань[145].
- 19 грудня 2020 р. використання вакцини Pfizer схвалила Швейцарія[146]

## Застосування

### Вакцинація
5 грудня 2020 року в Росії почалася масова вакцинація від коронавірусу вакциною Супутник V, розробленою науковим центром імені Гамалії. Попри виявлені недоліки даної вакцини (побічні ефекти у добровольців; троє лікарів, що вакцинувалися, врешті все одно захворіли), вакцину було запущено у масове виробництво. Щодо ефективності вакцинації дані відсутні.
8 грудня 2020 року Британія першою із західних країн почала вакцинацію. Для вакцинації було взято вакцину «BNT162b2» (Тозінамеран) фірм Pfizer і BioNTech. А вже 9 грудня було повідомлено про 2 випадки алергії на вакцину, але в цих осіб і раніше були алергічні реакції.
14 грудня 2020 року США розпочали масову вакцинацію вакциною «BNT162b2» (Тозінамеран) фірм Pfizer і BioNTech. Цього ж дня вакцину отримала Канада.
27 грудня 2020, ЄС розпочав масову вакцинацію від коронавірусу. Угорщина і Німеччина зробили перші вакцинування ще 26 грудня.
30 грудня 2020 року, губернатор Огайо Майк ДеВін повідомив, що близько 60 % медичних працівників (робітників будинків престарілих) відмовилися від вакцинації, оскільки в штаті різко зросла кількість смертей від COVID-19, пов'язаних з коронавірусом.
У лютому 2021 року стало відомо, що Росія веде пропаганду в країнах Латинської Америки та Східної Європи проти західних вакцин від коронавірусу, зокрема, про Moderna і Pfizer.
В Євросоюзі було запропоновано використовувати COVID-паспорт, за допомогою якого люди змогли би вільно подорожувати між країнами. 17 березня 2021 Єврокомісія представила «цифровий зелений сертифікат». Його мають видавати вакцинованим людям, тим, хто отримав негативний результат тесту або одужав від COVID-19.
У жовтні 2021 року стратегічна консультативна група експертів по імунізації (SAGE) ВООЗ рекомендує особам з ослабленим імунітетом отримати додаткове щеплення проти коронавірусу, так званий бустер. Комітет Європейського агентства лікарських засобів (EMA) з ліків для людини також рекомендує бустерні дози вакцини від коронавірусу компанії Pfizer для осіб старше 18 років. Управління з продовольства і медикаментів США (FDA) також підтримав бустерну вакцинацію препаратом Pfizer. Міністр охорони здоров'я Ізраїлю Ніцан Горовіц заявив, що досвід Ізраїлю довів, що третя доза вакцини від коронавірусу захищає від штаму «Дельта». Деякі країни вже затвердили третє щеплення для людей похилого віку: Португалія (з 11 жовтня, від 65 років), Іспанія (з кінця жовтня, від 70 років), Італія, Німеччина (від 70 років), Швеція (від 80 років), Англія (від 50 років).
У січні 2021 в Україні набував чинності наказ МОЗ щодо обов'язкової вакцинації від коронавірусу. Працівникам органів місцевого самоврядування, державних і комунальних закладів охорони здоров'я та різних комунальних установ та організацій потрібна хоча б одна доза щеплення від коронавірусу. Також в України ввели премію «ковідну тисячу» за вакцинацію від ковід. Кабінет міністрів дає виплату 1 тисячі гривень за вакцинацію від COVID-19 на осіб від 14 років, витратити яку можна на певний перелік товарів та послуг.
5 лютого 2022 року Закон про обов'язкову вакцинацію проти COVID-19 набув чинності в Австрії. Відповідно до закону, вакцинація буде обов'язковою для громадян країни старше 18 років. До 15 лютого всі не щеплені жителі країни отримають листи із закликом вакцинуватися від COVID-19. Карати почнуть з 15 березня. Ухильникам загрожує штраф від 600 до 3600 Євро.

### Програма COVAX
31 січня 2021 року Уряд ОАЕ на підтримку ініціативи ВООЗ оголосив про створення першого у світі логістичного альянсу по розподілу вакцин від COVID-19 за програмою COVAX в 2021 році, із залученням авіакомпанії Emirates, для перевезення, зберігання і оперативного розподілу вакцини по світу.

## Результати
З моменту впровадження в грудні 2020 року вакцини проти COVID-19 смертність зменшилась через пандемію принаймні на 57 %, врятувавши понад 1,4 мільйона життів у Європейському регіоні ВООЗ. Більшість врятованих були у віці 60 років і старше, група з найвищим ризиком важких захворювань і смерті від вірусу SARS-CoV-2. За підрахунками ВООЗ перша вакцина врятувала 700 000 життів. За підрахунками смертність в Європейському регіоні ВООЗ становить 2,5 мільйона осіб від COVID-19, однак без вакцини вона б досяглі 4 мільйонів.